# Alex Tarrant
Alexander "Alex" Tarrant-Keepa, född 1 maj 1990 i Raglan på Nya Zeeland, är en nyzeeländsk skådespelare. Han spelar bland annat rollen som Kai Holman i CBS-serien NCIS: Hawaiʻi och Valandil i Amazon Prime-serien Sagan om ringen: Maktens ringar.
Tarrant är gift med skådespelerskan Lucinda "Luci" Hare, med vilken han har en son.[källa behövs]

## Filmografi (i urval)

### Film
- 2021 – Night Raiders

### TV
- 2015–2018 – Trassel i paradiset (TV-serie)
- 2018–2019 – Shortland Street (TV-serie)
- 2021–nutid – NCIS: Hawaiʻi (TV-serie)
- 2022 – Sagan om ringen: Maktens ringar (TV-serie)